# Lazare Hoche
Pour les articles homonymes, voir Hoche.
Louis Lazare Hoche, né le 24 juin 1768 à Versailles (France) et mort le 19 septembre 1797 à Wetzlar (ville libre d'Empire), est un général français de la Révolution.

## Biographie

### Famille
Son père est palefrenier à la vénerie du roi et sa mère s'appelle Anne Merliere. Il est baptisé à la cathédrale Saint-Louis de Versailles ; son parrain est Lazare Moulin, épicier, et sa marraine est Marie Agathe Coispeau, épouse de Jacques Duhamel.

#### Mariage et descendance
Lazare Hoche épouse en 1794 Adélaïde Dechaux, qu'il laisse veuve en 1797 avec une fille, Jenny Hoche, morte à Paris le 7 novembre 1867, mariée à Paris le 22 juin 1814 avec Étienne-Annet des Roys, auditeur au conseil d'État (1810), conseiller-général de l'Allier, pair de France (1832).
Le 5 avril 1800 (5 germinal an VIII), la générale Hoche achète la terre et le château de Gaillefontaine, qu'elle conserve jusqu'à sa mort, survenue à Paris le 12 mai 1859.

### Avant la Révolution: garde-française
À 14 ans, Hoche est reçu aide-surnuméraire dans les écuries royales. Devenu orphelin, il bénéficie de l'aide que lui offre une de ses tantes, fruitière à Versailles, et achète quelques livres avec lesquels il fait lui-même sa première éducation. Consacrant le jour à son travail, il emploie une partie de la nuit à étudier. À 16 ans, le 19 octobre 1784, il s'engage comme soldat et est admis comme simple fusilier dans les Gardes françaises, dans la compagnie Colonelle le 23 novembre 1785. Il est grenadier de la compagnie de d'Artaignan et le 16 mai 1789, il obtient le grade de caporal des grenadiers de Daucourt. Il ne tarde pas à attirer l'attention de ses chefs par la régularité de ses mœurs, son application à la lecture et sa prodigieuse activité.

### Soldat de la Révolution française

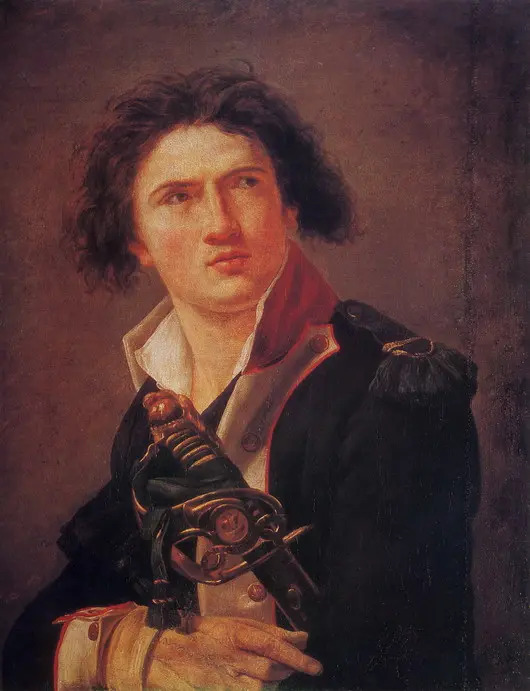
Portrait de Lazare Hoche, huile sur toile anonyme (école de David), vers 1793.
Musée d'Arts, Bogdan et Varvara Khanenko, Kiev.

Il est présent au licenciement du régiment le 31 août 1789 (réforme), et s’engage avec le grade de sergent dans la garde nationale soldée de la ville de Paris, 1re division, 1er bataillon. Il prend part à la marche sur Versailles dans les journées des 5 et 6 octobre 1789.
Le 1er janvier 1792 il obtient le grade d'adjudant sous-officier au 104e régiment d'infanterie. Par le ministre de la Guerre Joseph Servan, il passe le 18 mai 1792 lieutenant au sein du régiment de Rouergue à Thionville. Le 1er septembre 1792 il gagne ses galons de capitaine, par son rang d'ancienneté. Il commande une partie de l'infanterie et de la cavalerie de l'armée des Ardennes pendant la campagne d'hiver de 1792-1793. Il est à la défense de Thionville en octobre 1792, au siège de Namur en novembre et à celui de Maastricht en février 1793.
Il est chargé de l'intendance à l'armée des Ardennes. Le 3 mars 1793 il est aide de camp du général Le Veneur (alias Leveneur), son oncle de lait, qui le fait profiter de ses conseils et devient son mentor. Au siège de Thionville, à la bataille de Neerwinden, où il est blessé le 18 mars 1793, comme à Pellenberg, il donne des preuves de sa capacité et de sa bravoure.
Après la trahison du général Charles François Dumouriez en avril-mai 1793, il est rappelé à Paris pour expliquer la situation. Hoche prend la défense du  général Le Veneur  devant le premier Comité de salut public, et expose un plan de campagne si bien conçu que Lazare Carnot se serait écrié : « Voilà un officier subalterne d'un bien grand mérite. » Le Comité tout entier se joint à Carnot pour admirer tant de savoir dans un si jeune homme, ce qui donne à Hoche la possibilité d'une ascension rapide. Le 15 mai 1793, grâce à l'appui de Lazare Carnot qui fait de lui le plus grand cas, il est nommé adjudant-général chef de bataillon employé à l'armée du Nord.

### Incarcération de Hoche (du 8 au 16 août 1793)
Pour avoir défendu le général Alexis Le Veneur de Tillières incriminé, il est mis en état d'arrestation à Saint-Quentin le 8 août 1793, traduit devant le tribunal criminel de Douai et acquitté le 16 août suivant.

« St-Quentin le 8 août l'an 2e de la République. (1793)
Vous apprendrez Citoyen, avec surprise, que je suis en état d'arrestation et conduit au Tribunal révolutionnaire de Douai pour avoir dit que Pitt soudoyait des hommes dans notre armée, et que, si Cobourg y donnait des ordres, elle n'irait pas plus mal. La preuve que l'on a reconnu que je disais vrai, c'est que le Conseil exécutif l'a senti et que, par la suite il a destitué une grande partie des généraux suspects. C'est ainsi qu'en se heurtant les patriotes se divisent. J'étais au porte de l'honneur j'en suis tiré pour un propos que vous avoueriez. Je vous prie d'attester mon civisme aux commissaires de la Convention à Cambraÿ et de me recommander au citoyen Bouchotte ? Tout à vous et à mon pays. signé : L'adjt général L. Hoche »

— Lettre de Hoche au Citoyen Audouin, adjoint au ministre de la Guerre à Paris,.

### Dunkerque

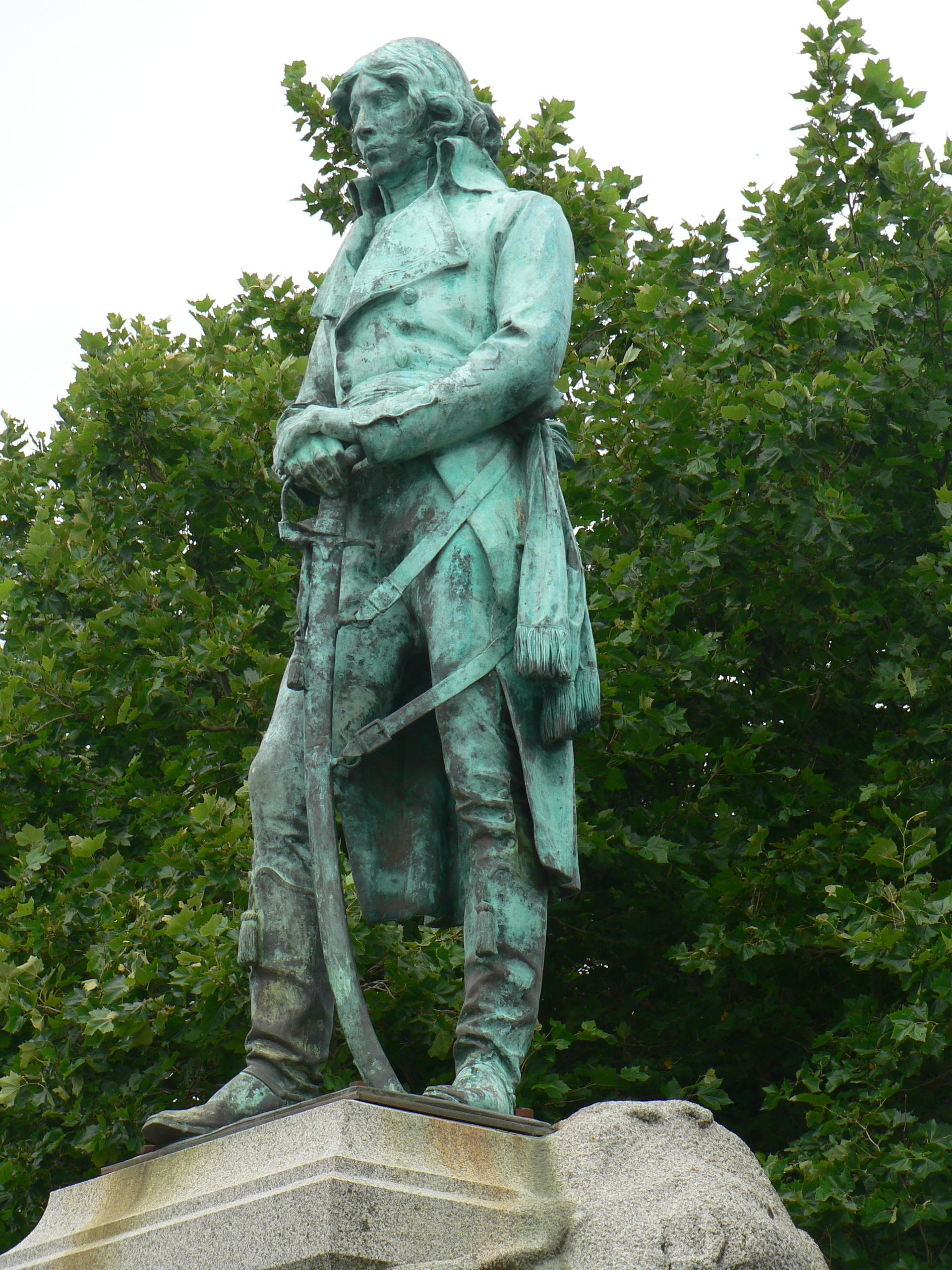
Monument à la mémoire de Lazare Hoche par Jules Dalou à Quiberon, 1902.

Envoyé pour la défense de Dunkerque le 23 août 1793, il prend les fonctions de chef d'état-major du général Joseph Souham. Ce jour-là avait été destitué par le représentant Duquesnoy le général O'Meara, comme Irlandais et aristocrate. Dunkerque se trouve dans une position géographique stratégique pour les Britanniques. Si elle est prise, ils contrôlent de part et d'autre le pas de Calais. Le 23 août 1793, le duc Frederick, duc d'York et Albany, le fils cadet du roi George III, fait le siège de la ville de Dunkerque avec 18 000 Britanniques, réunis à 22 000 Austro-Hanovriens de Wilhelm von Freytag.
Hoche reçoit le commandement de Dunkerque qu'il doit défendre contre les Britanniques. Il organise la défense de la place : après avoir résolu les problèmes d’intendance et sélectionné les meilleurs éléments autour de lui, il fait inonder la campagne autour de la ville. Lors du siège mené par Frederick, duc d'York et Albany, il opère plusieurs sorties qui rendent le siège trop difficile à conduire pour les Britanniques qui se replient le 8 septembre 1793, grâce à l'intervention de l'armée du général Jean Nicolas Houchard qui a battu l'armée britannique à la bataille de Hondschoote.
À la séance de la Convention du 27 août 1793, Lazare Carnot prend la parole :

« Vous savez que Dunkerque est assiégé ; vous savez avec quelle vigueur les citoyens et la garnison de cette ville ont répondu à la sommation qui leur a été faites de rendre la ville. Ils demandent que la Convention leur envoie deux de ses membres pour soutenir le courage des habitants de ce pays. En conséquence, le Comité de salut public vous propose d'envoyer dans le département du Nord les citoyens Trullard et Berlier. » La proposition de Carnot est décrétée. »

Les conventionnels Théophile Berlier et Narcisse Trullard transmettent un rapport à Jean-Baptiste Bouchotte, ministre de la Guerre :

« Les représentants du peuple envoyés près armée du Nord à Dunkerque. Au ministre de la Guerre.
Nous vous prévenons, Citoyen Ministre que nous venons de nommer provisoirement : Le citoyen Durut, adjudant-général ; Le citoyen Gigaux, commandant du 3e régiment d'infanterie, général de brigade. L'ordre que ces deux officiers ont mis dans la division commandée par le général Landrin, après destitution nous fait connaître leur mérite. Nous avons appelé l'adjudant-général Hoche au grade de chef de brigade. L'activité et l'intelligence qu'à montré cet officier pendant le siège de cette place, nous a portés à lui accorder cet avancement ; nous l'avons attaché à la division commandée provisoirement par le général Carrion.
Nous avons lieu de présumer que vous ne trouverez aucuns motifs contre ces nominations, nous étant fait assurer d'avance du civisme et du mérite de ces officiers. »

— T. Berlier, Trullard.
Le 10 septembre 1793, son habile défense de Dunkerque contre les Britanniques lui vaut d'être nommé adjudant-général chef de brigade, et le 13 du même mois il est promu général de brigade. Après avoir participé sous le général Vandamme à la prise de Furnes en Belgique le 22 septembre 1793, il est employé comme chef d'état-major de l'armée des Ardennes.

### L'Alsace (octobre 1793-janvier 1794)
Il reçoit :

« le 2e jour, du 2e mois (1re décade) de l'an II (23 octobre 1793), un Ordre du ministre, Ampliation :
Expédie à Hoche général de brigade une lettre de service de général de division pour commander l'armée de la Moselle. Cette dépêche sera adressée à l'armée de la Moselle. Signé par Maus, le Secrétaire-général du département de la guerre. »

Il reçoit la mission d'enlever les positions de la chaîne des Vosges et de couper les communications entre les Autrichiens et les Prussiens. En novembre 1793, il échoue le 18 à Bisingen et le 30 à Kaiserslautern dans le Palatinat, bataille qui a pour objectif le dégagement de Landau.

#### Victoire de Wœrth (22 décembre)

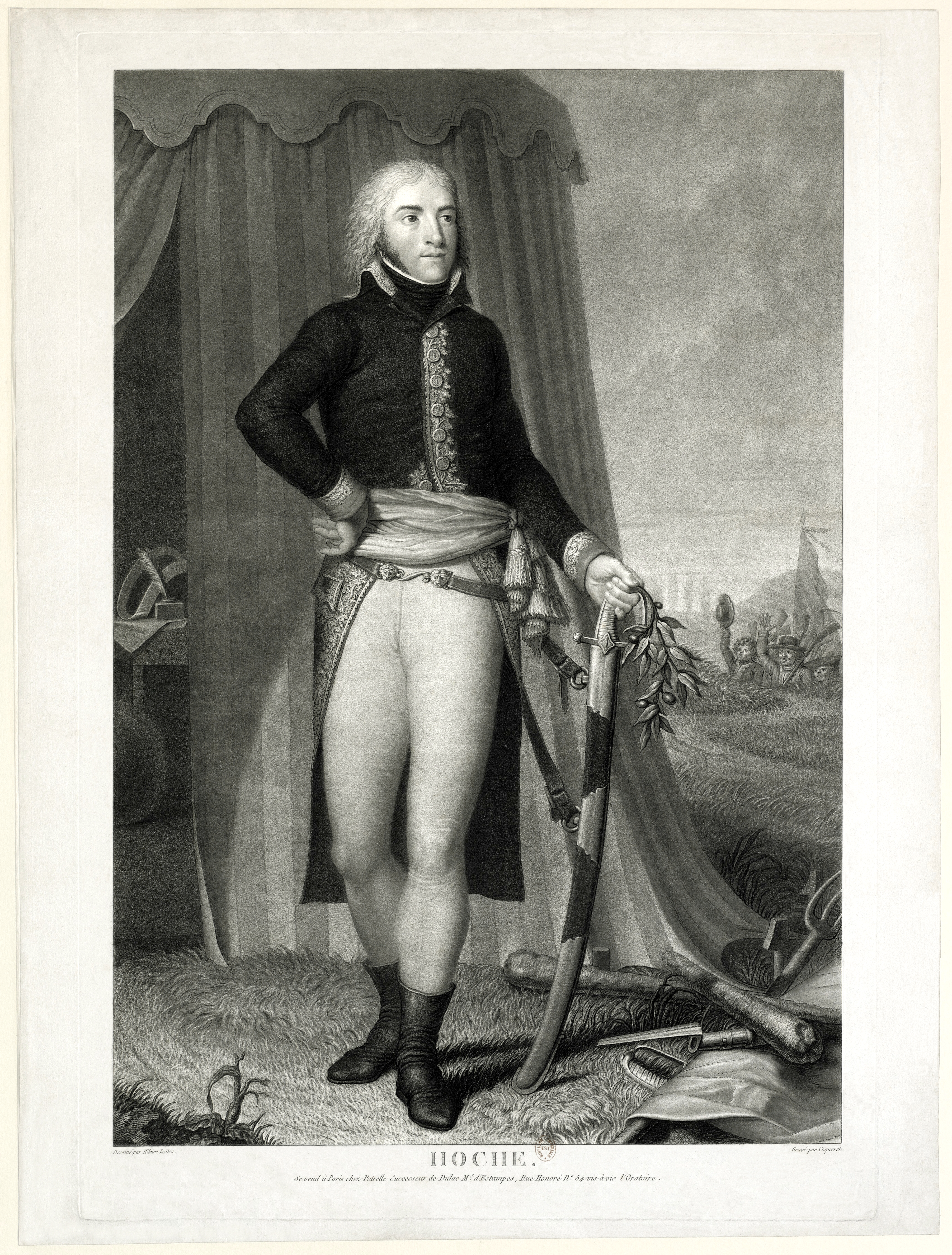
Lazare Hoche par Pierre-Charles Coqueret d'après Hilaire Ledru.

Forts de leurs premiers succès, les Prussiens commandés par le duc de Brunswick et les Autrichiens par le général Wurmser envahissent l'Alsace. C'est alors que Hoche, ayant réorganisé l'armée de la Moselle, traverse les Vosges avec le gros de ses troupes et lance une contre-offensive victorieuse. Le 22 décembre 1793 il attaque les Autrichiens du général Hotze à Wœrth et Frœschwiller. Devant les hésitations de ses soldats, Hoche leur lance cette formule devenue célèbre : « Allons soldats, à cent livres pièces le canon autrichien ». Les volontaires et vétérans français s'élancent alors à la baïonnette et s'emparent des redoutes tenues par les soldats autrichiens. Le corps de Hotze est mis en déroute. Hoche est rejoint par l'armée du Rhin de Pichegru. Du 22 décembre au 25 décembre, les lieutenants de Hoche passent à leur tour à l'offensive, chassant les Prussiens de Brunswick de position en position. Brunswick et Wurmser regroupent alors leurs forces près du Geisberg, non loin de Wissembourg. Un monument est visible sur les hauteurs face à la ville.

#### Victoire de Geisberg (fin décembre)
Hoche, quant à lui, a profité de son succès à Wœrth pour être nommé à la tête des deux armées de la Moselle et du Rhin. La Convention envoie à l'armée de l'Est six commissaires. Le 17 octobre 1793, Saint-Just et Lebas, munis de pouvoirs extraordinaires, et le 3 novembre 1793, Ehrmann et Lacoste, Lémane et Baudot, munis de pouvoirs illimités. Une animosité règne entre les deux groupes. Baudot et Lacoste, des dantonistes, nomment le 25 décembre 1793 Hoche général des deux armées de Moselle et du Rhin réunies, contre la volonté du ministre de la Guerre Bouchotte, de Saint-Just et Lebas, des robespierristes, favorables au général Pichegru.
Le 26 décembre il lance une offensive générale contre les positions ennemies. C'est la fameuse seconde bataille de Wissembourg.
Hoche prend lui-même la tête des attaques qui sont menées contre les troupes autrichiennes de Wurmser. Malgré les violentes charges de la cavalerie autrichienne, les soldats français résistent puis enfoncent les lignes d'infanterie autrichiennes. Dans le même temps, Championnet et Soult réussissent à repousser les Prussiens de Brunswick. Afin de protéger sa retraite, le général prussien tente une dernière attaque contre Hoche. Les Français la repoussent assez vite. Battus de manière décisive, les Autrichiens de Wurmser et les Prussiens de Brunswick évacuent définitivement l'Alsace.
Quelques jours plus tard, le 1er janvier 1794, le général Jean René Moreaux, un lieutenant de Hoche, réussit à repousser les Prussiens hors de Kaiserslautern après un combat de trois jours. Peu de temps après, Landau est débloqué et les Français pénètrent en vainqueurs dans Spire et Worms. Le 13 janvier 1794, il demande et il obtient du Comité de salut public d'être séparé de l'armée du Rhin.

### Incarcération de Hoche sous la Terreur (mars-août 1794)
Le général Hoche et le colonel Jean-François Debelle épousent le 21 ventôse an II (11 mars 1793) à Thionville respectivement Adélaïde et Justine Dechaux.
Poursuivi par l'animosité de Saint-Just, il est décrété d'arrestation le 20 mars 1794, il se voit enlevé à l'armée de la Moselle dont il a le commandement en chef, se trouvant nommé à l'armée d'Italie pour commander l'expédition d'Oneglia. Ce n'est apparemment qu'une diversion car dès son arrivée à Nice, un ordre du Comité de salut public le précède que doit appliquer le vieux général Dumerbion :

« Représentans du peuple près de l'armée d'Italie feront mettre sans délai le général Hoche en état d'arrestation, et l'enverront à Paris sous bonne et sûre garde. Signé : Carnot, Collot d'Herbois. »

Il est ramené à Paris le 1er avril, emprisonné aux Carmes et à la Conciergerie pour trahison comme membre du club des Cordeliers dominé par Danton (à la suite d'un arrêté signé par Carnot, Collot d'Herbois, Billaud-Varenne, Robespierre et Barère), d'où il ne sort que le 4 août après la chute de Robespierre. C'est Lazare Carnot qui signe son mandat de mise en liberté le 17 thermidor an II. Hoche est accueilli à sa sortie de prison par le conventionnel Théophile Berlier chez qui il va souper.

### La répression de l’Ouest

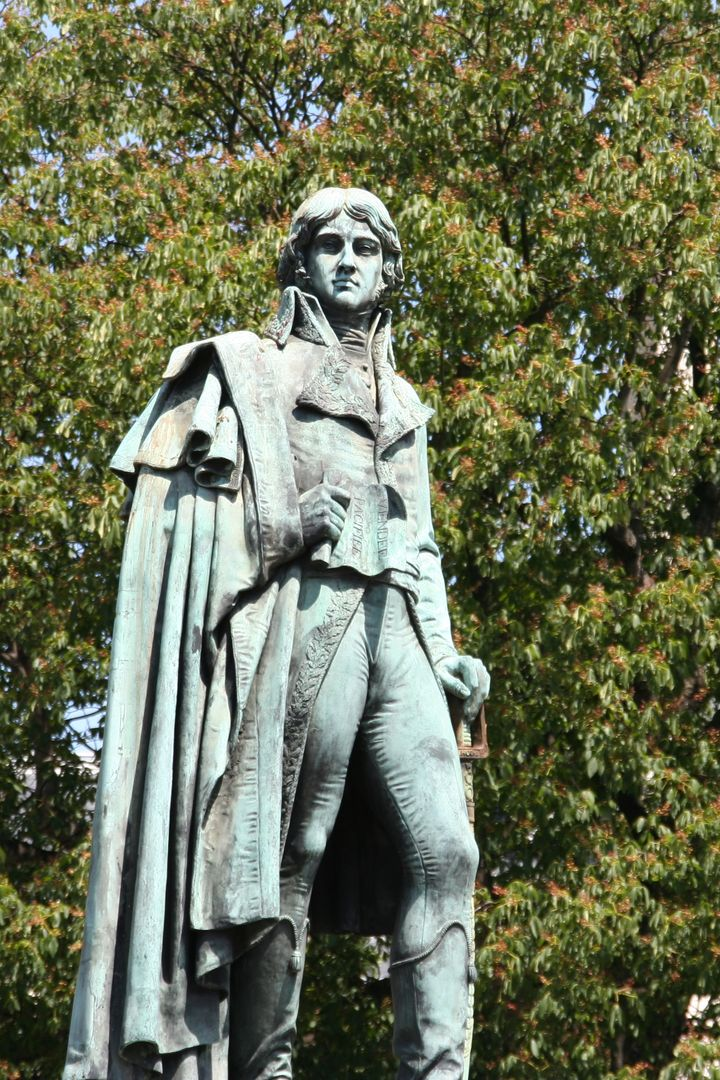
Statue de Lazare Hoche par Henri Lemaire sur la place Hoche à Versailles (quartier Notre-Dame).

Le 1er septembre 1794, il est nommé commandant en chef de l'armée des côtes de Cherbourg, le 10 novembre des armées des côtes de Cherbourg et des côtes de Brest réunies, le 1er mai 1795, de l'armée des côtes de Brest seule, le 11 septembre[Information douteuse], de l'armée de l'Ouest, et le 5 janvier 1796, de l'armée des côtes de l'Océan, à la place du général Canclaux, formée par la réunion des trois armées de l'Ouest, des côtes de Brest et des côtes de Cherbourg, pour pacifier l'Ouest de la France (Vendée et Bretagne). Il rétablit la discipline, adopte une tactique efficace contre la guérilla des Blancs (camps et unités mobiles) et signe le traité de La Jaunaye le 17 février 1795 avec Charette, chef des Vendéens. Il adopte vis-à-vis des royalistes une politique modérée de pacification.
Du côté chouan, il signe, sans y croire, les accords de la Mabilais le 20 avril 1795. Mais plusieurs chefs ne les signent pas, les accords sont transgressés puis rompus au bout d’un mois. Hoche est prévenu d’un débarquement à Carnac. Il fait repousser les débarquements britanniques dont celui des émigrés dans la presqu'île de Quiberon, commandés par Puisaye, Hervilly et Sombreuil, du 23 juin au 21 juillet 1795, et il défait les Chouans. Il obtient alors le commandement de toutes les armées de l’Ouest.
Prévoyant une seconde tentative, il dispose des troupes sur la Sèvre Nantaise afin d’empêcher une concentration des forces vendéennes et empêche le débarquement de l’île d'Yeu en s’y présentant avant les Britanniques. Il désarme systématiquement la Vendée : la pression s’effectue par réquisitions et prises d’otages. Son rapport à Paris est approuvé, et il obtient le commandement de l’armée des côtes de l'Océan. Son second, Travot, capture Charette le 23 mars 1796. Hoche achève alors le désarmement de la Vendée militaire, et la pacification est officiellement proclamée le 15 juillet.
Le 16 juillet 1796, un message du Directoire ayant annoncé au Conseil la pacification de la Vendée, les représentants de la nation proclamèrent solennellement, par un décret, que Hoche et son armée avaient bien mérité les honneurs de la patrie. Malgré tout, Hoche subit deux tentatives d'assassinat : on essaye d'abord de l'empoisonner puis le 17 octobre 1796, il sort du théâtre de Rennes et rentre à son hôtel vers 9 heures du soir, quand dans la rue de Fougères un ouvrier de l'arsenal tire sur lui un coup de pistolet mais le manque. L'instigateur était un adjudant du général de Rochecotte, nommé Charles Maloubier dit Martial.

### L'expédition d'Irlande
Cependant, le gouvernement anglais est toujours actif pour entretenir la guerre civile en France. Hoche conçoit alors le projet d'une attaque en Irlande : il se rend aussitôt à Brest, il y fait ses préparatifs et s'embarque dans ce port à la fin de 1796.
Mais à peine en pleine mer, les éléments se déchainent contre lui. Cela contribue à préserver le Royaume-Uni des embarras que cette entreprise devait lui susciter. Sa flotte ayant été dispersée par un ouragan terrible, il est obligé de revenir en France, heureux d'échapper, grâce aux habiles manœuvres de son pilote, à la vigilance des patrouilles britanniques.

### L'armée de Sambre-et-Meuse
À son retour, il est nommé, le 23 février 1797, général en chef de l'armée de Sambre-et-Meuse, forte de 80 000 hommes, avec laquelle il ouvre la troisième campagne d’Allemagne de 1797 en passant le Rhin à Neuwied, sous le canon de l'ennemi. Il remporte successivement cinq victoires, Neuwied, Ukerath, Altenkirchen, Dierdorf et Heddesdorf, et entre dans Wetzlar alors que ses adversaires le croient encore très éloigné ; il envisage d'enlever d'un seul coup l'armée ennemie quand l'armistice de Leoben, conclu par Napoléon Bonaparte avec le prince Charles, vient l'arrêter tout à coup à Giessen, sur les bords de la Nidda. Cette campagne menée par Hoche et Moreau s’achève fin avril au bout de seulement quelques semaines.
On lui offre alors le ministère de la Guerre, qu'il refuse[à vérifier] ; il reçoit le commandement d'un corps d'armée placé aux environs de Paris et destiné à déjouer les intrigues que le parti de Clichy entretenait contre le Directoire.
Les dénonciations calomnieuses de ses ennemis ne tardent pas à lui faire perdre ce commandement qui est confié à Augereau. Hoche, offensé de cette disgrâce, demande aux juges de leur rendre un compte solennel de sa conduite. Ne pouvant l'obtenir, il retourne à son quartier général de Wetzlar.

### La mort de Hoche

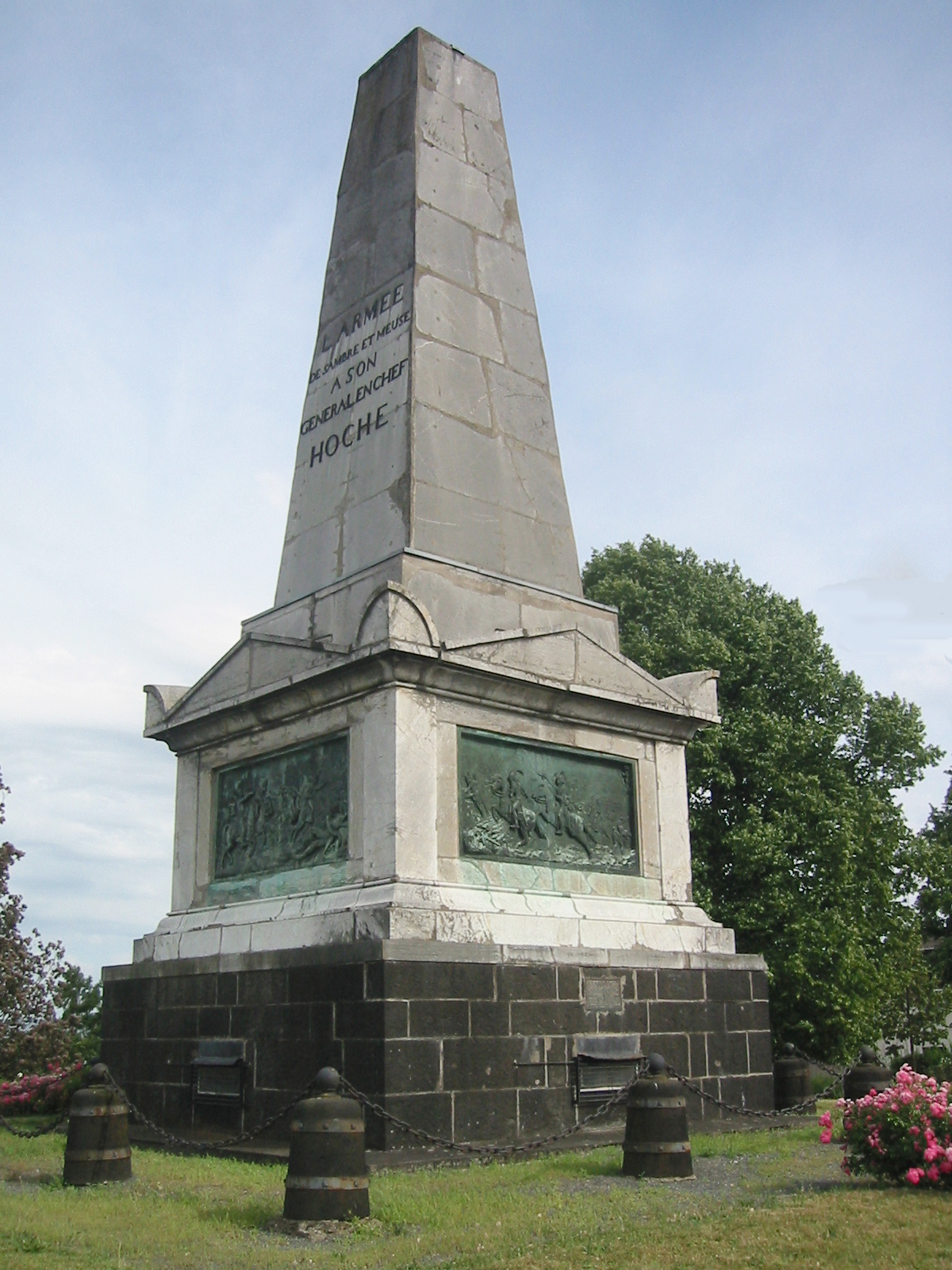
Monument à Weissenthurm, dédié au général Hoche par l'Armée de Sambre et Meuse.

Il tombe subitement malade dans les premiers jours de septembre 1797 et meurt le 19 de ce mois, au milieu des plus cruelles douleurs, et en s'écriant : 

« Suis-je donc revêtu de la robe empoisonnée de Nessus ? »

Il est âgé de 29 ans. L'autopsie du cadavre, ordonnée par le Directoire, révèle dans les intestins, de nombreuses taches noires qui sont pour les médecins des indices d'une mort violente. En réalité, il s'agit de la tuberculose,.
Des honneurs funèbres sont rendus à la mémoire de Hoche, tant à l'armée que dans l'intérieur de la République. Marie-Joseph Chénier, frère du poète André Chénier guillotiné trois ans auparavant, célèbre dans de nobles vers la gloire du héros enlevé si jeune à sa patrie. Cherubini compose une « marche religieuse pour le pompe funèbre du Général Hoche ».

« […] Qui plus que moi doit en effet déplorer sa perte ! Il fut le sauveur des miens. Oh toi qui fermas l'horrible plaie dont furent affligés si longtemps le pays qui m'a vu naître et celui qui m'honora de son suffrage, génie tutélaire, envoyé par le ciel dans nos contrées pour y éteindre le feu de la discorde et y tarir la source de nos larmes, reçoit, par mon organe, l'hommage de mes compatriotes désolés ! […] Ils connaissent leur infortune ; et de toutes parts, dans les champs mélancoliques de la Vendée et sur les riantes collines de Maine-et-Loire, ton nom se prononce au milieu des sanglots, et l'écho le répète en gémissant ! […] »

— Extrait de l'éloge funèbre prononcé par le président du Directoire
Lazare Hoche est enterré à Weißenthurm, une petite ville près de Coblence ; le lieu du monument General Hoche (de) s'appelle « Auf dem Frauenberg ».

## Postérité

### Littérature
Personnage principal :
- Le Neveu de la fruitière[14] d'Hégésippe Moreau

### Filmographie
Interprètes de Hoche au cinéma ou à la télévision :
- Pierre Batcheff dans Napoléon (1927) d'Abel Gance et version sonore (1935)
- Yann Favre dans Saint-Just ou La force des choses (1975)
- Manuel Bonnet dans Lazare Carnot ou Le glaive de la révolution (1978)
- Gérard Chambre dans Les Amours sous la Révolution : Quatre dans une prison (1978)
- Jacques Le Carpentier dans Quand flambait le bocage (1978)
- Érik Colin dans Joséphine ou la comédie des ambitions (1979)

### Musique
- Henri Kling composa en 1884 Le Général Hoche, une marche pour orchestre d'harmonie. Celle-ci fait partie d'une série consacrée également au Général Marceau (1884), au Général Kléber et au Maréchal Masséna (1887).
- Camille Saint-Saëns compose en 1868 une musique pour célébrer le centenaire de sa naissance (musique perdue).

### Rues, monuments, établissement, musique

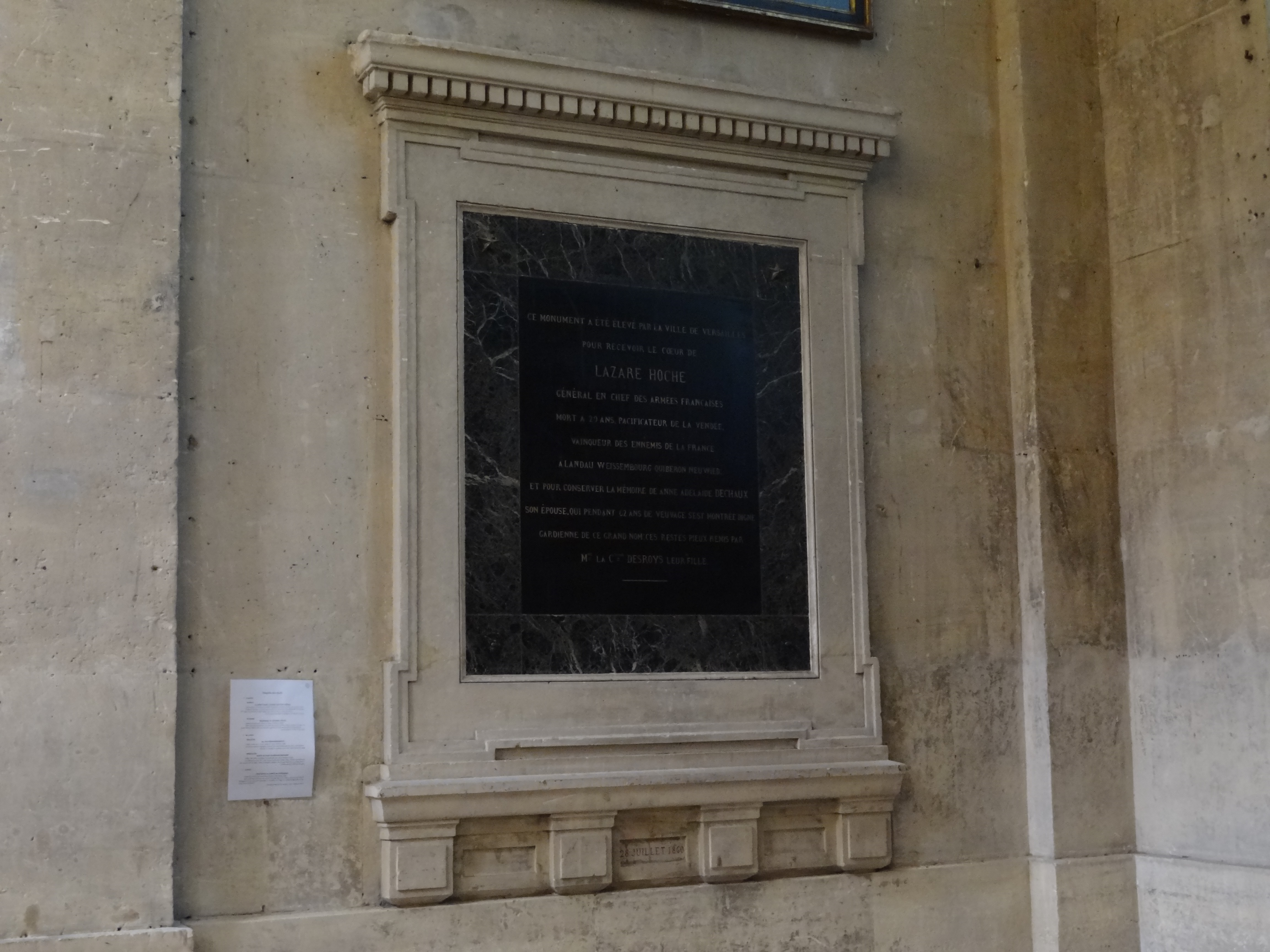
Le monument contenant le coeur du général Hoche dans l'église Notre-Dame de Versailles.

- À Versailles, la place Hoche, établie en 1671, présente une forme octogonale[15]. Anciennement place Dauphine, elle prend sa dénomination actuelle en 1832, de même que l'ancienne rue Dauphine, qui la traverse, devenue rue Hoche[16]. La statue du général Hoche, au centre de la place, est due à Henri Lemaire. L'un des lycées de la ville, le prestigieux lycée Hoche, reprend également le nom du général.
- À Ivry-sur-Seine se trouve une rue Hoche.
- À Colombes et Bois-Colombes se trouve une rue Hoche.
- À Paris se trouve l'avenue Hoche.
- À Pantin (Seine-Saint-Denis) se trouvent une rue et une station de métro Hoche (métro de Paris).
- À Malakoff se trouve une rue Hoche.
- À Vanves se trouve une rue Hoche.
- À Sainte-Savine se trouve la rue Lazare-Hoche.
- À Roubaix se trouve une rue Hoche.
- À Rennes comme à Gaillefontaine se trouve la place Hoche. C'est dans cette commune de Seine-Maritime que le petit-fils de la maréchale Hoche a fait édifier l'actuel château. Elle serait enterrée dans sa chapelle.
- Alger possédait également une rue Hoche[17]
- Oran possédait également une place Hoche
- Thionville, ville défendue en 1792 et lieu de son mariage avec Adélaïde Dechaux en 1793, possède une rue Lazare-Hoche.
- Statue à Quiberon.
- À Rochefort se trouve une rue Lazare-Hoche.
- À Nîmes se trouve aussi une rue Hoche.
- À Lyon se trouve une montée Hoche[18].
- À Sète se trouve également une rue Hoche.
- À Grenoble se trouve encore une rue Hoche et un jardin Hoche, qui a donné son nom au marché Hoche (situé en fait place André-Malraux).
- À Grenade-sur-Garonne se trouve aussi une rue Hoche réputée pour ses fêtes de quartier.
- Statue à Saint-Étienne, dans le jardin des Plantes
- À Aigues-Mortes se trouve une rue Hoche
- Enfin, dans la municipalité de Montreuil (Seine-Saint-Denis) (à ne pas confondre avec l'ancienne ville de Montreuil — devenue depuis le Quartier Montreuil (Versailles) — dont Hoche est originaire) se trouve encore une rue Hoche.
- À Châteaubriant se trouve une rue Hoche[19].
- À Nogent-sur-Marne se trouve une rue Hoche

### Archives
Les papiers personnels de Hoche sont conservés aux Archives nationales sous la cote 193AP.

#### Bases de données et dictionnaires
- Ressources relatives aux beaux-arts :   - British Museum
  - National Portrait Gallery
  - Union List of Artist Names
- Ressource relative à la musique :   - Répertoire international des sources musicales
- Ressource relative à la santé :   - Bibliothèque interuniversitaire de santé
- Notices dans des dictionnaires ou encyclopédies généralistes :   - Britannica
  - Den Store Danske Encyklopædi
  - Deutsche Biographie
  - Dizionario di Storia
  - Enciclopedia italiana
  - Enciclopedia De Agostini
  - Hrvatska Enciklopedija
  - Internetowa encyklopedia PWN
  - Nationalencyklopedin
  - Proleksis enciklopedija
  - Store norske leksikon
  - Treccani
  - Universalis
  - Visuotinė lietuvių enciklopedija
- Notices d'autorité :   - VIAF
  - ISNI
  - BnF (données)
  - Archives nationales (France)
  - IdRef
  - LCCN
  - GND
  - Pays-Bas
  - Pologne
  - Israël
  - NUKAT
  - Vatican
  - Australie
  - Tchéquie
  - Grèce